# Alfred Lado Gore
Alfred Lado Gore (nascut vers 1945) és un polític del Sudan del Sud.
D'ètnia bari, va estudiar al Sudan i el 1961 va participar en manifestacions d'estudiants contra el règim d'Ibrahim Abbud, i el 1962 va haver de marxar a Uganda com milers d'altres refugiats. Va seguir els estudis a Uganda i quan va acabar ja s'havia signat l'acord de pau de 1972. Lado va retornar al Sudan i va treballar a la universitat de Juba. Amb els ajuts occidental per la reconstrucció, Lado va recollir centenars de llibres i va fundar la primera biblioteca del sud del país. Ladu Gore era ja un marxista convençut.
El maig de 1983 la lluita es va reprendre; el juny es va abrogar la regió autònoma i el setembre es va imposar la xaria o llei islàmica. Lado tenia molt de suport entre el pobli acholi (més que entre els baris) per les seves relacions durant l'exili; quan es va unir al SPLA els acholis van respondre a la seva crida i pobles acholis van rebre els combatents a Agoro, Omeo, Panyikwara, Magwi i temporalment a Owinykibul i molts joves acholis, funcionaris, camperols i estudiants es van unir voluntàriament al SPLA en l'anomenar grup Zendia del comandant Arok Thon Arok.
El 1987 era cap del buró polític del SPLA i fou detingut per John Garang, no sent alliberat fins al febrer de 1992
Llavors es va unir al SPLA-Nasir de Riek Machar que va esdevenir el SPLM/SPLA-United, però no va tardar a enfrontar-se amb Machar (primavera del 1983) quan aquest va expulsar a sis veterans comandants del SPLA incloent a Clement Wani Konga (que havia agafat les armes el 1984) i el 2 d'octubre de 1993 va formar a Nairobi el Moviment Patriòtic de Resistència del Sud del Sudan; pretenia representar els equatorians i rebutjava el predomini dinka del SPLA-Torit (principal grup, liderat per Garang) i el predomini nuer del SPLA-United i declarava que volia lluita per la independència del Sudan del Sud, aturar les lluites faccionals i buscar la pau amb un pla d'acció que ja havia comunicat als líders africans. Formaven el grup 24 intel·lectuals sudanesos del sud però les seves úniques forces militars eren les del seu lloctinent Clement Wani Konga. El 22 d'octubre següent Riek Machar i John Garang arribaven a un acord de pau a Washington DC però a l'hora de la signatura el segon va posar una excusa i no va signar.
Cap a mitjan anys 1990 el Moviment Patriòtic de Resistència del Sud del Sudan va perdre objectius i va agafar un nou lideratge i es va unir a la Equatoria Defence Force El segon de Lado, Clement Wani Konga, que dirigia una milícia des de 1984, i formava l'única milícia del MRP, i que estava ara al servei ara de Khartum, es va integrar a la nova organització a la que van entrar molts polítics equatorians; armat pels nordistes va ser més operativa que mai. Lado Gore va mantenir el Moviment Patriòtic de Resistència del Sud del Sudan si bé sense operacions sobre el terreny.
El 1989 el campus universitari de Juba en el que Lado Gore havia treballat, havia estat traslladat a Khartum pels nordistes. El bibliotecari també va marxar i Lado va agafar la responsabilitat de la biblioteca i va donar classes a Juba; fins i tot militars van estudiar i van utilitzar la biblioteca (no hi havia estudiants perquè la universitat estava tancada).
El 2005 es va signar l'Acord de Pau Complet, que va establir l'autonomia al sud del Sudan. El 26 d'abril de 2007 Lado Gore va declarar que era temps d'unitat i de donar resposta democràtica i exercir lliurement el dret a separar-se.
El 2008 fou nomenat assessor presidencial en relacions diplomàtiques del president Salva Kiir Mayardit i se li va reconèixer el rang de tinent general. El 2010 va rebutjar presentar-se com a candidat a les presidencials de la regió contra Salva Kiir Mayardit "a menys que el poble ho decidís". Va concórrer com a candidat independent a les eleccions a governador de l'estat de Equatoria Central (al no haver estat designat candidat oficial), en competència amb cinc altres candidats, i encara que es va atribuir el triomf, fou declarat guanyador el seu principal contrincant i antic lloctinent, major general Clement Wani Konga (Kilimant Wani) que era el candidat oficial del SPLA. Va seguir com assessor i el març de 2011 era preguntat sobre l'existència d'un complot per assassinar Riek Machar, vicepresident de la regió autònoma, i altres cinc oficials, abans o després de la declaració d'independència el juliol del 2011; els altres possibles objectius eren Paulino Matip Nhial, Thomas Cirilo, Ismail Kony, Augustine Jadala i Isaac Obuto Mamur; un diari sudanès havia informat que Matip, Gore i Kony, havien demanat a Salva Kiir dissoldre el govern del sud i establir un nou mapa del país i li havien donat 24 hores; el diari informava que aquestos oficials havien iniciat accions militars en coordinació amb els renegats George Athor i Galuak Gai per desestabilitzar el règim del sud; Gore ho va negar.
El 12 de setembre de 2011 va ser nomenat ministre de Medi Ambient i va jurar el càrrec davant el president, general Salva Kiir Mayardit el dia 14.